# دارين لوي
دارين لوي هو لاعب هوكي الجليد كندي، ولد في 13 أكتوبر 1960 في تورونتو في كندا.

## وصلات خارجية
- دارين لوي على موقع دوري الهوكي الوطني (الإنجليزية)
- دارين لوي على موقع قاعة مشاهير الهوكي (لاعب أن.إتش.أل) (الإنجليزية)
- دارين لوي على موقع EliteProspects.com (الإنجليزية)
- دارين لوي على موقع HockeyDB.com (الإنجليزية)
- دارين لوي على موقع Hockey-Reference.com (الإنجليزية)
- دارين لوي على موقع أوليمبيديا (الإنجليزية)